# Melanoplus ablutus
Melanoplus ablutus är en insektsart som beskrevs av Scudder, S.H. 1898. Melanoplus ablutus ingår i släktet Melanoplus och familjen gräshoppor. Inga underarter finns listade i Catalogue of Life.